# Mount Graham
Mount Graham (w skrócie Mt. Graham) – góra o wysokości 3267 m n.p.m. na terenie obszaru chronionego Coronado National Forest w stanie Arizona, święte miejsce Indian Ameryki Północnej. Dla Indian z plemienia Apaczów San Carlos ta święta góra to miejsce tradycyjnych pielgrzymek, modlitw, ceremonii, poszukiwania wizji i składania ofiar, wykorzystywane od czasów przed europejską kolonizacją Ameryki Północnej do dziś.
Zagrożone przez budowę dużego obserwatorium astronomicznego, współfinansowanego m.in. przez Watykan i uniwersytety ze Stanów Zjednoczonych i Europy Zachodniej. Na skutek protestów Indian i obrońców środowiska – m.in. indianistów i ekologów (góra jest także ostoją rzadkich gatunków zwierząt i roślin) – część prestiżowych instytucji naukowych wycofała się ze współfinansowania projektu, ale prace trwają, bowiem ze względu na swoje położenie i czystość powietrza góra jest atrakcyjnym miejscem dla obserwacji astronomicznych.